# Головашенко Юрій Валентинович
Ю́рій Валенти́нович Голова́шенко — український військовослужбовець, полковник Збройних сил України. Командир 57-ї окремої мотопіхотної бригади (2017—2018), командир гірсько-піхотного батальйону 36-ї окремої бригади берегової оборони (2014).
Організував оборону військової частини в Перевальному під час російської інтервенції в Крим. Учасник російсько-української війни.

## Життєпис

### Російська інтервенція до Криму
На початку російської збройної агресії проти України у званні «підполковника» проходив військову службу на посаді командира гірсько-піхотного батальйону 36-ї бригади берегової оборони в селі Перевальне Сімферопольського району, який був одним з найбільш боєздатних підрозділів української армії в Криму.
2 березня 2014 року, коли в Перевальному з'явились російські окупанти та їх посіпаки з «кримської самооборони», комбат Головашенко отримав наказ зарядити бойову техніку свого підрозділу, і разом з приданим танковим батальйоном бригади охороняти парк бойових машин. Комбат почав розставляти техніку і снайперські розрахунки по периметру. Згодом зателефонував командир 36-ї бригади берегової охорони Сергій Стороженко і наказав припинити підготовку до бойових дій. Новопризначений командувач ВМС України Березовський наказав скласти зброю і припинити опір. Але Головашенко вирішив не складати зброю, його підтримали офіцери батальйону. Під час зібрання офіцерів у клубі бригади, Стороженко намагався переконати їх не чинити опір і перейти на бік окупантів, або звільнитися зі ЗС України. Офіцери гірсько-піхотного батальйону сказали йому, що він — зрадник. Почалася словесна перепалка між Головашенко і Стороженко. Активну роль у вербуванні військовослужбовців відігравав «замполіт» бригади Валерій Бойко, який навчався в одному військовому училищі з очільником проросійського державного перевороту в Криму Аксьоновим.
Спроби роззброїти гірсько-піхотний батальйон не мали успіху. Головашенко зв'язався телефоном із міністром оборони України Ігорем Тенюхом, щоб взяти ситуацію під свій контроль. Але Тенюх вислухав доповідь про антиукраїнське становище в бригаді та надав лише усний наказ триматися. Гірсько-піхотний батальйон під командуванням Головашенка забарикадував казарми, бійці спали на ящиках з патронами, не випускаючи автомати з рук. Батальйон до останнього чинив опір російським окупантам, тримав оборону військової частини попри зраду командира бригади Сергія Стороженка, до моменту прийняття загального рішення про виведення всіх українських підрозділів з Криму.
Головашенко не зрадив присязі та 2 квітня 2014 року вивів до 25 % особового складу з окупованого російськими військами Криму. Зумів вивезти на материк бойовий прапор, печатки та архів бригади, таким чином продовживши її існування у складі Збройних Сил України. На базі 36-ї бригади берегової оборони було створено ротно-тактичну групу морської піхоти, кістяком якої стали військовослужбовці гірсько-піхотного батальйону.

### Війна на сході України
Брав участь в антитерористичній операції на Сході України в Секторі М.
Станом на березень 2017 — начальник відділу Комадування Військово-Морських сил України, військова частина А0456, м. Одеса.
Восени 2017 року був призначений на посаду командира 57 ОМПБр (військова частина А1736).

## Розслідування

### ДТП
18 жовтня 2018 року, за повідомленням у ЗМІ, Юрій Головашенко, перебуваючи на посаді командира 57 ОМПБр, на ґрунтовій дорозі поблизу с. Раденське Херсонської області скоїв наїзд на військовослужбовця підпорядкованої йому військової частини, керуючи військовим автомобілем Toyota Land Cruiser. Військовослужбовець отримав тяжкі тілесні ушкодження.
23 жовтня 2018 року, на офіційній сторінці 57 ОМПБр було повідомлено, що Юрій Головашенко «вирішив звільнитись» з військової служби.
14 січня 2019 року було повідомлено, що Головашенка призначили на посаду начальника служби спецоперацій відділу тактико-спеціальної підготовки Управління спеціальних операцій Національної гвардії України.
Наприкінці вересня 2019 року, матеріали досудового розслідування за фактом ДТП та звинувачувальний акт відносно Юрія Головашенка були направлені до суду, він звинувачувався в порушенні правил водіння або експлуатації бойової, спеціальної чи транспортної техніки, що спричинило середньої тяжкості чи тяжкі тілесні ушкодження або загибель потерпілого за ч. 1 ст. 415 КК України. У разі доведення провини, колишньому військовослужбовцю загрожувало покарання у вигляді позбавлення волі на строк від 2 до 5 років.

## Нагороди
- Орден Богдана Хмельницького III ступеня (11.10.2018) — за вагомий особистий внесок у зміцнення обороноздатності Української держави, мужність, самовідданість і високий професіоналізм, виявлені під час бойових дій, зразкове виконання службових обов'язків.[16]

## Сім'я
Дружина Юлія — корінна кримчанка, не вагаючись залишила окупований Крим разом із чоловіком. Працює у фінансовому управлінні Генерального штабу ЗСУ. Подружжя виховує трьох доньок.